# Johann Weyer
Johann Weyer (Grave, 24 de fevereiro de 1515 – Tecklenburg, 24 de fevereiro de 1588) foi um médico holandês, ocultista e demonologista, discípulo e seguidor de Heinrich Cornelius Agrippa von Nettesheim. Foi um dos primeiros a protestar contra a perseguição às bruxas. Seu trabalho mais influente é De Praestigiis Daemonum et Incantationibus ac Venificiis (Sobre a ilusão de Demônios, Feitiços e Venenos, 1563).
Weyer nasceu em Grave, na Holanda. Seu pai era um mercador. Esteve em escolas de latim em 's-Hertogenbosch e Leuven e quando completou 14 anos tornou-se estudante de Agrippa, na Antuérpia.
Em 1534 estudou medicina em Paris e Orleans.
Em 1545 foi nomeado médico da cidade e devido a isto foi solicitado seu auxílio em um caso de bruxaria em 1548 contra um adivinho.
Weyer criticou o livro Malleus Maleficarum e a caça às bruxas promovida por autoridades católicas e civis.
Foi o primeiro a utilizar o termo Doente Mental para designar uma mulher acusada de bruxaria.
Weyer defendia a ideia de que o demônio não era tão poderoso como a Igreja Católica pregava, mas também acreditava que os demônios possuíam algum poder e poderiam aparecer a pessoas que os chamassem, criando ilusões.
Entretanto, ele comumente se referia a mágicos e não a bruxas quando se referia a ilusões.
Seu trabalho serve de inspiração para ocultistas e demonologistas.

## Obra
- De Praestigiis Daemonum et Incantationibus ac Venificiis, 1563.
- De Lamiis Liber (O livro das Bruxas), 1577
- Pseudomonarchia Daemonum (O falso reino dos demônios), um apêndice para o De Praestigiis Daemonum, 1577.